# Rorian55?
rorian55?（ロリアンゴーゴー）は日本の舞台芸術団体。通称ロリアン。正式名称は「傑作を遊ぼう。rorian55?」である。

## 概要
2004年1月に主宰である阿部耕士が舞台芸術活動を行う非営利の任意団体として設立。

『力のある第一級の名作戯曲を再生し、その制作過程において表現者の能力を高める』との方針を団体設立当初から掲げている。

劇団という形をとっていなかったが、2009年の第８回公演を機に正式に劇団化。

## 公演記録

### 第1回公演「トランス」
作：鴻上尚史　演出：フルヤマモトミ

AチームとBチームによるダブルキャスト公演。
- 2004年1月9日～1月12日　＠阿佐ヶ谷アルシェ（杉並区）
- 役者
  - 三上雄三
  - 染谷恵子
  - 高田淳
  - 阿部耕士
  - 北口真理
  - 伊藤倭殷

### 第2回公演「法王庁の避妊法」
作：飯島早苗・鈴木裕美　演出：フルヤマモトミ

この公演からオリジナル曲を使用するようになり、テーマ曲と主題歌を起用するスタイルを取るようになる。

同時にこの公演から、本番1ヶ月前にホームページ上でクリエイター集団「アトリエキノコ」作成による予告映像を流すようになる。
- 2004年9月2日～9月5日　＠阿佐ヶ谷アルシェ（杉並区）
- 役者
  - 阿部耕士
  - 石川道子
  - 高田淳
  - 大谷由梨佳
  - 伊藤倭殷
  - 斎藤萌子
  - 佐藤正幸
  - 染谷恵子

### 第3回公演「障子の国のティンカーベル」
作：野田秀樹　潤色：萩原久美子　演出：うえのりゅうじ・大谷由梨佳・大室恵美

同じ脚本を3人の演出家がそれぞれ別々の役者を使い演出した異色な公演。当初はrorian-miniという企画を銘打っていたが、後に正式にrorian55?の公演記録に加わる。
- 2005年1月6日～1月10日　＠アートスペースプロット（杉並区）
- 役者（演出：うえのりゅうじ）
  - 染谷恵子
  - 土門綾子
  - 角香織
  - 萩原久美子
  - 伊藤倭殷
- 役者（演出：大谷由梨佳）
  - 森由果
  - 中村晃
  - 塚田弥与以
  - 小川仁美
  - 正留歩
- 役者（演出：大室恵美）
  - キタノソラ
  - 阿部耕士
  - 石川道子
  - 柳生玄十郎

### 第4回公演「SoapOpera - ソープオペラ」
作：飯島早苗・鈴木裕美　演出：フルヤマモトミ
- 2005年9月17日～9月19日　＠アイピット目白（新宿区）
- 役者
  - 阿部耕士
  - 染谷恵子
  - 伊藤倭殷
  - しのぶ
  - 佐藤正幸
  - 大谷由梨佳
  - 高田淳
  - 土門綾子
  - 中村晃
  - 石川道子

### 第5回公演「NOISES OFF - ノイズ・オフ」
作：マイケル・フレイン　訳：小田島恒志　演出：フルヤマモトミ

脚本は1982年に英国コメディー・オブ・ザ・イヤー受賞作品。ロリアン初の海外作品に挑戦。
- 2006年8月17日～8月20日　＠池袋シアターグリーン・メインホール（現BIG TREE THEATER）（豊島区）
- 役者
  - 清原愛
  - 高田淳
  - 片桐はづき
  - 中村晃
  - しのぶ
  - 植野龍二
  - 阿部耕士
  - 伊藤倭殷
  - 石川道子

### 第6回公演「The Winds of God」
作：今井雅之　演出：フルヤマモトミ
- 2007年8月29日～9月2日　＠アイピット目白（新宿区）
- 役者
  - 中村晃
  - 阿部耕士
  - 内田友義
  - 植野龍二
  - 今村洋一
  - しのぶ
  - 伊藤倭殷

### 第7回公演「えっと、おいらは誰だっけ？～Cash On Delivery～」
作：マイケル・クーニー　訳：小田島恒志　演出：フルヤマモトミ
- 2008年8月13日～17日　＠中野・ザ・ポケット（中野区）
- 役者
  - 阿部耕士
  - 森由果
  - 中村晃
  - 内田友義
  - 猿田モンキー
  - 大谷由梨佳
  - 高田淳
  - 伊藤倭殷
  - しのぶ
  - 片桐はづき

### 第8回公演「FEVER～眺め続けた展望の行方」
作：森崎博之（TEAM NACS）　演出：フルヤマモトミ
- 2009年9月19日～27日　＠池袋シアターグリーンBASE THEATER（豊島区）
- 役者
  - 阿部コウヂ(阿部耕士から改名)
  - 伊藤ワイン(伊藤倭殷から改名)
  - 内田友義
  - 中村晃
  - 三上雄三

### 第9回公演「絢爛とか爛漫とか モダンボーイ版」
作：飯島早苗　演出：フルヤマモトミ
- 2010年8月19日～22日　＠テアトルBONBON（中野区）
- 役者
  - 阿部コウヂ
  - 今村洋一 (地下空港)
  - 内田友義
  - 中村晃

### 第10回公演「隣で浮気？」
作：アラン・エイクボーン 訳：三輪えり花　演出：フルヤマモトミ
- 2013年8月16日～18日　＠王子小劇場（北区）
- 役者
  - 阿部コウヂ
  - 森由果
  - 中村晃
  - 染谷恵子
  - 植野龍二
  - 大谷由梨佳

## 主題歌
「テンキアメ」
- 作曲：大西玲央・ソエヂマコウゾー　作詞：湯山千影・アトリエキノコ　唄：ソエヂマコウゾー
- 第2回公演「法王庁の避妊法」

「Cherries on a Cake」
- 作曲：大西玲央・ソエヂマコウゾー　作詞：フルヤマモトミ　唄：萩原久美子
- 第4回公演「SoapOpera - ソープオペラ」

「PASSION」
- 作曲：大西玲央　作詞：フルヤマモトミ・しのぶ　唄：しのぶ
- 第5回公演「NOISES OFF - ノイズ・オフ」

「Paper Airplane」
- 作曲：大西玲央　唄：岡嶋かな多
- 第6回公演「THE WINDS OF GOD」

「Colorful」
- 作曲：大西玲央　作詞：フルヤマモトミ　唄：岡嶋かな多
- 第7回公演「えっと、おいらは誰だっけ？～Cash On Delivery～」

「FEVER」
- 作曲：大西玲央　作詞：フルヤマモトミ　唄：岡嶋かな多
- 第8回公演「FEVER～眺め続けた展望の行方」

「春、青き」
- 作曲：大西玲央　作詞：フルヤマモトミ　唄：ソエヂマコウゾー
- 第9回公演「絢爛とか爛漫とか モダンボーイ版」 オープニング

「暴走とか妄想とか」
- 作曲：大西玲央　作詞：フルヤマモトミ　唄：岡嶋かな多
- 第9回公演「絢爛とか爛漫とか モダンボーイ版」 エンディング

## その他
- 第1回公演時はrorian（ロリアン）と名乗っていた。後になんとなく勢いで「55?」が付け加えられることに。
- 「チーム・マイナス6%」正式参加団体。演劇団体としては初の参加団体。
- 2007年よりキャッチフレーズ「play simple　傑作を遊ぼう。」を制定。